# Garden Grove (Iowa)
Garden Grove ist eine Kleinstadt (mit dem Status „City“) im Decatur County im US-amerikanischen Bundesstaat Iowa. Das U.S. Census Bureau hat bei der Volkszählung 2020 eine Einwohnerzahl von 174 ermittelt.

## Geografie
Garden Grove liegt im Süden Iowas, rund 30 km nördlich der Grenze zum Nachbarstaat Missouri. Der die Grenze zu Nebraska bildende Missouri River fließt rund 210 km westlich; rund 200 km östlich bildet der Mississippi die Grenze Iowas zu Illinois.
Die geografischen Koordinaten von Garden Grove sind 40°49′38″ nördlicher Breite und 93°36′26″ westlicher Länge. Die Stadt erstreckt sich über eine Fläche von 1,79 km² und ist die größte Ortschaft innerhalb der Garden Grove Township.
Nachbarorte von Garden Grove sind Le Roy (6,8 km nordnordöstlich), Humeston (12,8 km ostnordöstlich), Leon (19,8 km südwestlich), Van Wert (20,6 km westnordwestlich) und Weldon (18,6 km nordwestlich).
Die nächstgelegenen größeren Städte sind Iowas Hauptstadt Des Moines (120 km nördlich), Cedar Rapids (273 km nordöstlich), Iowa City (246 km ostnordöstlich), die Quad Cities in Iowa und Illinois (326 km in der gleichen Richtung), Peoria in Illinois (393 km östlich), Illinois’ Hauptstadt Springfield (417 km ostsüdöstlich), St. Louis in Missouri (472 km südöstlich), Kansas City in Missouri (230 km südsüdwestlich), Nebraskas größte Stadt Omaha (252 km westnordwestlich) und Sioux City (393 km nordwestlich).

## Verkehr
Der in Nord-Süd-Richtung verlaufende U.S. Highway 65 führt 8 km östlich an Garden Grove vorbei. Der Iowa State Highway 204 erreicht seinen nördlichen Endpunkt in Garden Grove. Alle weiteren Straßen sind untergeordnete Landstraßen, teils unbefestigte Fahrwege sowie innerörtliche Verbindungsstraßen.
Mit dem Lamoni Municipal Airport befindet sich 43,5 km südwestlich ein kleiner Flugplatz. Der nächste Verkehrsflughafen ist der Des Moines International Airport (110 km nördlich).

## Bevölkerung
Nach der Volkszählung im Jahr 2010 lebten in Garden Grove 211 Menschen in 78 Haushalten. Die Bevölkerungsdichte betrug 117,9 Einwohner pro Quadratkilometer. In den 78 Haushalten lebten statistisch je 2,71 Personen.
Ethnisch betrachtet setzte sich die Bevölkerung zusammen aus 97,6 Prozent Weißen sowie 0,9 Prozent Afroamerikanern; 1,4 Prozent stammten von zwei oder mehr Ethnien ab. Unabhängig von der ethnischen Zugehörigkeit waren 0,9 Prozent der Bevölkerung spanischer oder lateinamerikanischer Abstammung.
27,0 Prozent der Bevölkerung waren unter 18 Jahre alt, 64,9 Prozent waren zwischen 18 und 64 und 8,1 Prozent waren 65 Jahre oder älter. 48,3 Prozent der Bevölkerung waren weiblich.
Das mittlere jährliche Einkommen eines Haushalts lag bei 39.911 USD. Das Pro-Kopf-Einkommen betrug 19.550 USD. 22,5 Prozent der Einwohner lebten unterhalb der Armutsgrenze.

## Bekannte Bewohner
- Eugene Jerome Hainer (1851–1929) – republikanischer Abgeordneter des US-Repräsentantenhauses (1893–1897) – verbrachte einen Teil seiner Jugend in Garden Grove
- William Eugene Higby (1884–1967) – 29. Vizegouverneur von Colorado (1943–1947) – geboren in Garden Grove